# Vallási Művek Intézete
A Vallási Művek Intézete (olaszul: Istituto per le Opere di Religione, röviden IOR) a Vatikán bankja. Teljes mértékben független az olasz jegybanktól. Működését a Vatikáni Központi Bank felügyeli.

## Történelem
A bankot XII. Piusz pápa alapította 1942-ben. Az 1970-es évek végén a bank átláthatatlan pénzügyi tranzakciókba keveredett, és a sajtóban azzal is megvádolták, hogy a maffia pénzét mossa tisztára. Egy időben egy fogamzásgátló tablettákat is gyártó cég részvényeit is birtokolta, amelyeket a botrány kirobbanása után nem sokkal eladott. Az 1980-as évek elejétől a bank irányítását egy testületre bízták, amely konszolidálta a cég működését. Az 1989-es reform óta a bank élén laikus vezérigazgató áll.

### Vezetők
Elnök:
- Jean-Baptiste de Franssu (2014. július 9. –)[4]
- Ernst von Freyberg (2013–2014)[5]
- Ettore Gotti Tedeschi (2009–2012)[2][6]
- Angelo Caloia (1989–2009)

Vezérigazgató:
- Rolando Marranci (2013. november 30. –)[7]
- Paolo Cipriani (2007. október 1. – 2013[8])
- Lelio Scaletti (1995 – 2007. szeptember 30.)[9]

Prelátus:
- Battista Ricca (2013–)
- Piero Poppo (2006–2011)[10]

## Működés
Paolo Cipriani főigazgató elmondása szerint az IOR küldetése: "az ügyfelek által az intézetre bízott, vallási és karitatív célokat szolgáló ingó és ingatlan javak kezelése." Célja nem a nyereségrészesedés, hanem a tőke védelme.
Tehát az IOR nem a hagyományos értelemben vett bank, inkább pénzintézet, mivel a befektetései nem spekulatívak, továbbá bankok nem nyithatnak benne folyószámlát.
Titkos vagy név nélküli számlák nincsenek az intézetben. Off-shore országokkal és bankokkal nincs kapcsolatban. A New York-i Szövetségi Tartalékbanknál (Federal Reserve) kevés aranyfedezete van, befektetései pedig az 5%-ot nem haladják meg. Az intézet vagyona 6 milliárd euró.
Az IOR csak a következő római katolikus csoportoknak és szervezeteknek nyújt szolgáltatásokat:
- vatikáni dikasztériumok,
- nunciatúrák,
- szerzetesrendek,
- kongregációk,
- plébániák,
- egyházmegyék,
- szentszéki nagykövetségek,
- vatikáni alkalmazásban lévő papok és világiak.

33 ezer ügyfél nyitott folyószámlát. Az alkalmazottak száma 112 (6 vezetővel), ugyanakkor külső tanácsadókat is igénybe vesznek.
A bankot 1989 óta laikus vezérigazgató irányítja. Mérlegét 1994 óta nemzetközi könyvvizsgáló cég (PricewaterhouseCoopers) tanúsítja. Az első éves könyvvizsgálói jelentés alapján a bank 4 milliárd dolláros betéti állományt kezelt, nyeresége pedig mintegy 40 millió dollár volt. A bank egyben a Vatikán pénzügyi szolgáltatója is.